# HP Velotechnik

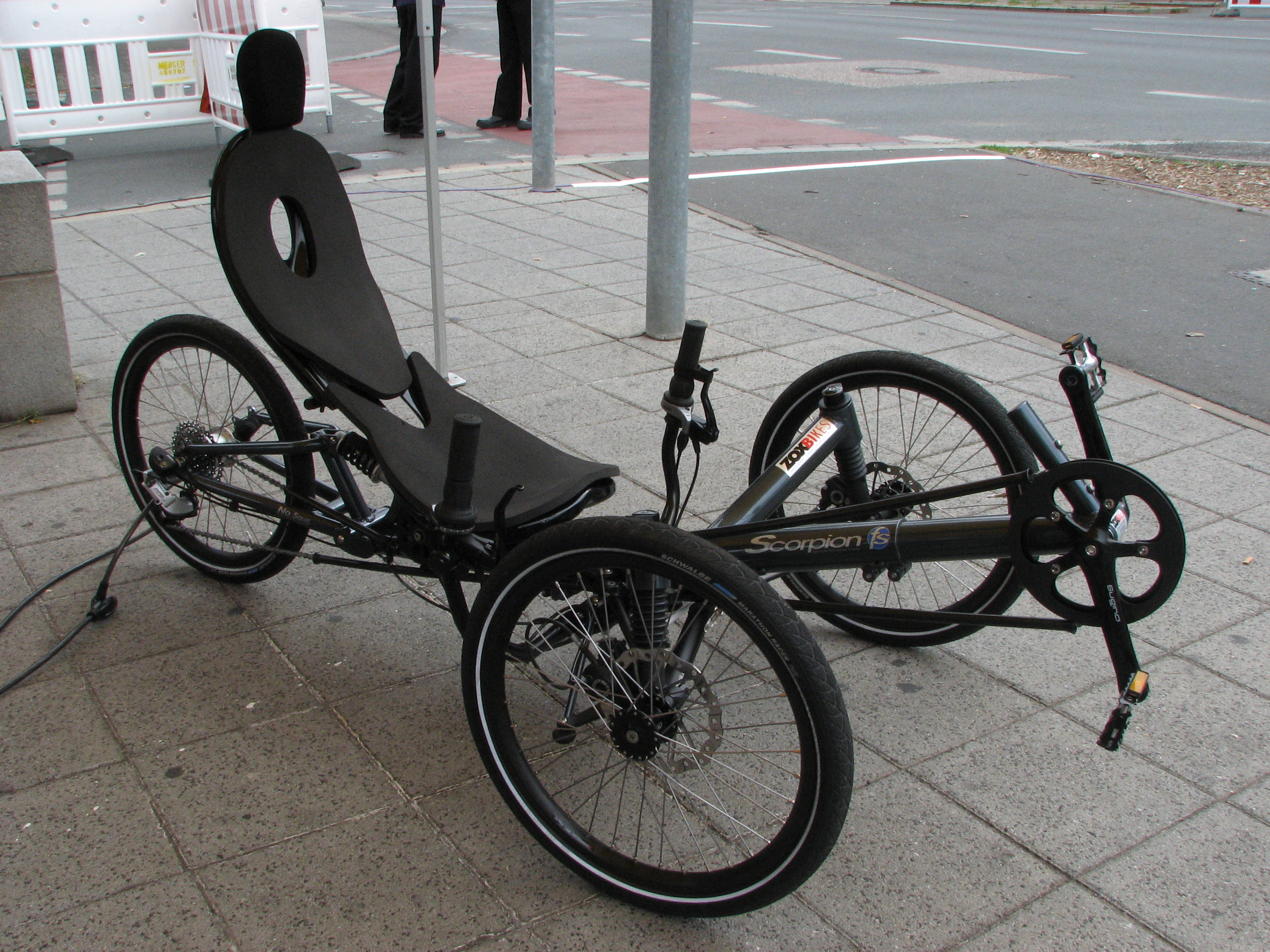
Das Liegedreirad Scorpion fs von HP Velotechnik

HP Velotechnik ist ein auf Liegeräder und Liegedreiräder spezialisierter deutscher Fahrradhersteller.

## Geschichte
Das Unternehmen HP Velotechnik wurde 1993 von Paul Hollants und Daniel Pulvermüller gegründet. Schon als Schüler wurden die beiden Firmengründer mit einem Kabinendreirad 1991 Bundessieger beim Wettbewerb JUTEC Jugend und Technik des Vereins Deutscher Ingenieure (VDI). Das Unternehmen fertigt in der Manufaktur in Kriftel bei Frankfurt mit 45 Mitarbeitern (darunter vier Auszubildende) rund 2000 Liegeräder und Dreiräder jährlich. Verkauft werden die Liegeräder hauptsächlich in Deutschland und Europa, ein Teil wird beispielsweise in die USA, Australien und Japan exportiert.
Die Firma war laut der Tageszeitung taz im Jahr 2004 Marktführer in Deutschland.
Im April 2009 wurde HP Velotechnik im vierten Jahr in Folge vom Branchenverbund Verbund Selbstverwalteter Fahrradbetriebe als bester Fahrradhersteller Deutschlands in der Lieferantenbewertung der VSF-Fahrradhändler ausgezeichnet, ebenso wie im Jahr 2011. 2018 wählten die VSF-Händler HP Velotechnik auf den zweiten Platz,. Im Juni 2017 erhielt das Unternehmen den Hessischen Exportpreis in der Kategorie Handwerk. Ende des gleichen Jahres verlieh die Taunus-Sparkasse der Manufaktur den Deutschen Bürgerpreis als Engagiertes Unternehmen. Im Jahr 2019 wurde HP Velotechnik für den „Großen Preis des Mittelstands“ nominiert und mit dem „AGS-Award for Innovation 2019“ gewürdigt. Im gleichen Jahr nahm Geschäftsführer Paul Hollants – in eigenen Worten stellvertretend für die Gründungspartner und das Unternehmen – den vom Bundesverband Mittelständische Wirtschaft (BVMW) verliehenen „Taunus-Unternehmerpreis 2019“ entgegen.